# Oleksa Dovbouch
Oleksa Dovbouch, en ukrainien : Олекса Довбуш et en polonais : Aleksy Dobosz, est un héros du folklore ukrainien, chef de bande houtsoule. Il reste peu d'écrits sur sa vie mais on en trouve des traces dans le folklore local de l'oblast d'Ivano-Frankivsk.

## Mémoriala
Il est comparé à Louis Dominique Cartouche ou à Robin-des-bois.

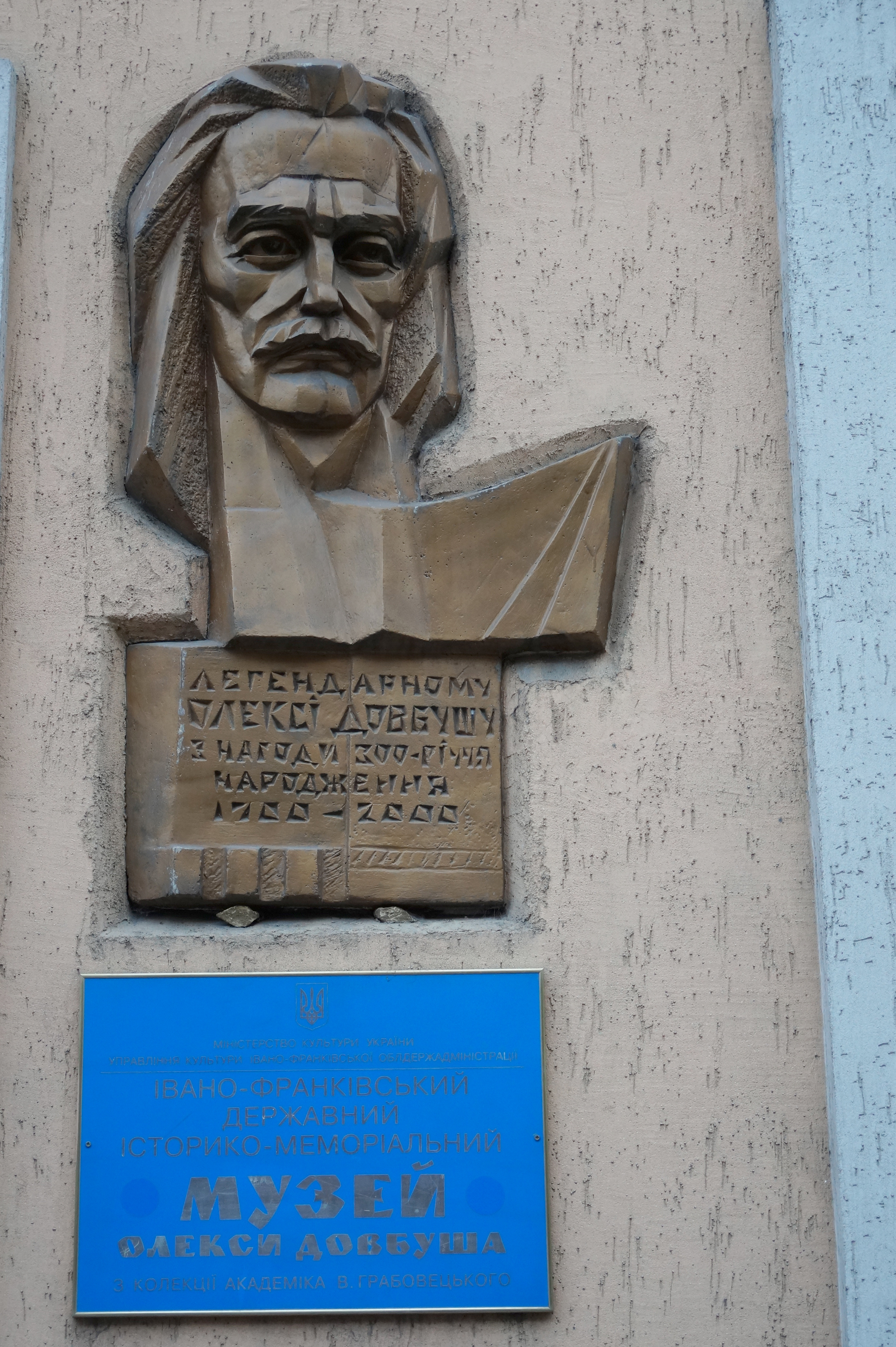
Plaque en sa mémoire à Ivano-Frankvist.

La  68e brigade de chasseurs d'Ukraine porte son nom, le film Dovbouch d'Oles Sanin en 2023.